# Merma

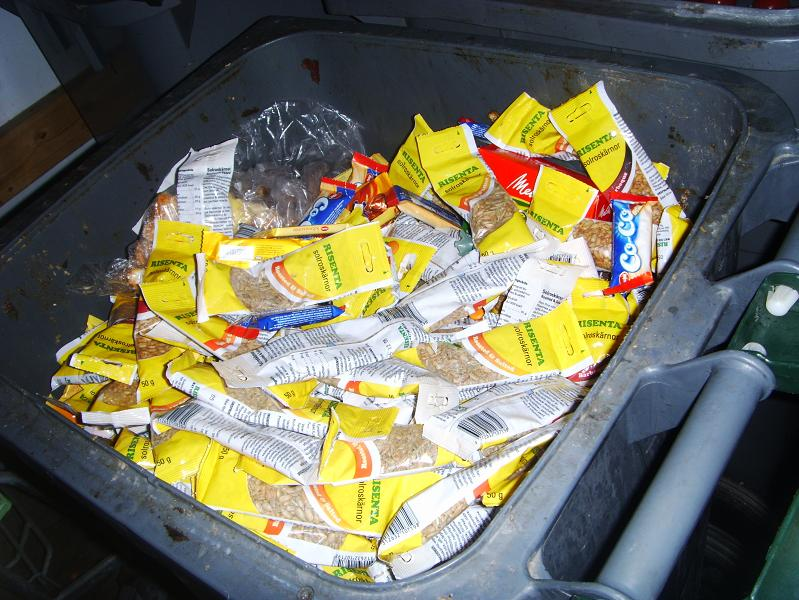
Comida desechada en contenedores de basura debido a su caducidad.

Una merma es una pérdida o reducción de un cierto número de mercancías o de la actualización de un stock que provoca una fluctuación, es decir, la diferencia entre el contenido de los libros de inventario y la cantidad real de productos o mercancía dentro de un establecimiento, negocio o empresa que conlleva a una pérdida monetaria.
El origen etimológico proviene del latín vulgar "minimare" que se puede traducir como "reducir algo al mínimo"
Técnicamente una merma es una pérdida de utilidades en término físico.
El inconveniente de una merma es que es inevitable. 

## Tipos de merma
Son cuatro los tipos de merma que se dan en un establecimiento comercial. También se conjuga con la palabra "memorizar"
- Mermas administrativas o memorias administrativas Estos se producen por errores en los movimientos administrativos como en las transferencias, en montos por cargos, por malos cobros en cajas o por no recibir adecuadamente la mercancía.
- Mermas operativas o memorias operativas .  Se generan por descuidos, operaciones indebidas en el trabajo por omisiones o negligencia del personal, en este tipo de merma la mercancía es dañada, destruida o descompuesta.
- Mermas naturales.  Son mermas que se generan en productos perecederos, es toda aquella mercancía que tiene una caducidad, que se echa a perder, y que se le debe dar la debida rotación antes de que se pudra y se haga no apta para la venta. También son perdidas naturales aquellas que se producen en el caso de químicos volátiles por evaporación o embutidos al fundirse y resumirse la grasa que contienen.
- Mermas por producción.  Es cuando hay merma por producción en los casos en el que la materia prima tiene un desperdicio al manufacturar el producto terminado.

### Agentes causantes de merma por robo
Son cuatro los agentes causantes de merma por robo.
- Externos.- Son personas ajenas al local, establecimiento o negocio, que se dedican a sustraer ilegalmente dinero o mercancía dentro de los mismos, conocidos popularmente como farderas.
- Internos.- Trabajan directamente para la empresa, son deshonestos y desleales, y actúan a espaldas de los dueños de los negocios y de sus jefes inmediatos.
- Interno-Externo.- Son una o más personas interna en contubernio con uno o más personas externas de la empresa.
- Indirectos.- Personal que trabaja indirectamente para el negocio, no pertenecen directamente a la nómina de la empresa pero brindan algún tipo de servicio fragelos etc com.